# Sebastian Francken
Sebastian Francken, detto Il Giovane (Anversa, 1573 – Anversa, 1636), è stato un pittore e incisore fiammingo.

## Biografia
Apparteneva alla dinastia di pittori Francken: era infatti il figlio maggiore di Frans Francken I.
Secondo Bryan e Spooner, fu allievo di Adam van Noort e si specializzò nella pittura di scene di battaglie e scontri di cavalleria. Si dedicò anche alla pittura di paesaggi in cui introduceva figure di ispirazione religiosa ed animali. Spesso dipingeva soggetti storici su rame, eseguiti con grande accuratezza e pulizia.
La Biografia Universale riporta, invece, che fu allievo del padre e non cita battaglie, ma afferma che rappresentasse paesaggi e soggetti di genere.
Alcuni tra i suoi dipinti più significativi furono Opere di misericordia e una Conversazione, appartenenti alla collezione dell'Elettore Palatino e Apelle che ritrae Campaspe (Museo dell'Aia).
Eseguì anche una serie di incisioni rappresentanti usi e costumi del suo tempo.
Secondo Blanc e altri, Sebastian Francken altri non è che Sebastian Vrancx, che in effetti fu un pittore fiammingo allievo di Adam van Noort e specializzato in pittura di battaglie, adducendo il fatto che la F e la V sono spesso confuse nei documenti dell'epoca (quindi Franck o Vranck) e non esistono prove dell'effettiva parentela di Sebastian con la famiglia Francken.